# Amanita Design
Az Amanita Design egy független videójáték-fejlesztő cég, amelyet 2003-ban alapított Jakub Dvorský és székhelye Brnóban, Csehországban van.
A cég több díjnyertes játékot is létrehozott, mint például a Machinarium, a Samorost sorozat és a Botanicula, valamint oktatási és hirdetési „minijátékokat” és animációkat, melyek mindegyike az Adobe Flash grafikai megjelenítő szoftveren alapult. Ez problémákat okozott, mikor 2021-ben az Adobe megszüntette a Flash támogatását és letiltotta azok futtatását az operációs rendszerekben. Ezután a cég újraimplementálta néhány játékát egyedi futtatókörnyezetben.
Az ügyfeleik közé tartozik a BBC, a Nike és a The Polyphonic Spree. Az évek során a csapat számos kiváló munkatárssal bővült – Václav Blín és Jaromír Plachý animátorok, Floex és DVA zenészek, David Oliva, Peter Stehlík és Jan Werner programozók. Adolf Lachman rajzoló, Tomáš Dvořák hanghatás szakértő, és sok más tehetséges szakember, akik keményen dolgoznak, hogy számos új játékot adhasson ki a cég.

## Játékok
| Cím                    | Kiadás éve | Platform                                                                   | Rövid leírás                                                        |
| ---------------------- | ---------- | -------------------------------------------------------------------------- | ------------------------------------------------------------------- |
| Samorost               | 2003       | Böngésző, Windows, MacOS, Android, iOS                                     | "Point and click" kalandjáték                                       |
| Rocketman              | 2004       | Böngésző                                                                   | Rövid játék a Nike számára                                          |
| The Quest for the Rest | 2004       | Böngésző                                                                   | Rövid játék a The Polyphonic Spree-nek                              |
| Samorost 2             | 2005       | Böngésző, Android, Windows, iOS, MacOS                                     | "Point and click" kalandjáték, második játék a Samorost sorozatban  |
| Questionaut            | 2008       | Böngésző                                                                   | "Point and click" játék a BBC-nek                                   |
| Shy Dwarf              | 2009       | Böngésző                                                                   | Akció játék Jaromír Plachý-től                                      |
| Machinarium            | 2009       | Windows, iOS, PS3, PS Vita, PlayStation 4, Android, Nintendo Switch, MacOS | "Point and click" kalandjáték, az első igazán hosszú játék          |
| Osada                  | 2011       | Böngésző, Windows, MacOS, Linux                                            | Interaktív zenei videó                                              |
| Botanicula             | 2012       | Windows, MacOS, iOS, Linux, Android                                        | "Point and click" kalandjáték,a második hosszabbra sikeredett játék |
| Samorost 3             | 2016       | Windows, MacOS, iOS, Android                                               | "Point and click" kalandjáték,harmadik játék a Samorost sorozatban  |
| Chuchel                | 2018       | Windows, MacOS, iOS, Android                                               | "Point and click" vígjáték/kalandjáték Jaromír Plachý-től           |
| Pilgrims               | 2019       | iOS, Windows, MacOS, Linux                                                 | "Point and click" vígjáték/kalandjáték                              |
| Creaks                 | 2020       | Windows, MacOS, iOS, PlayStation 4, Xbox One, Nintendo Switch              | Platform kalandjáték                                                |
| Happy Game             | 2021       | Windows, MacOS, Nintendo Switch                                            | Összerakós horror kalandjáték                                       |

## Mellékprojektek
- Vespering – zenei videó a DVA duónak[7] Jaromír Plachý-tól (2016)
- Mulatu – zenei videó a DVA-nak Jaromír Plachý-tól (2013)
- Zorya – zenei album Floex-től (2011)
- Kooky – bábjátékfilm és könyv Jakub Dvorský-tól (2010)
- Nunovó Tango – zenei videó a DVA-nak Jaromír Plachý-tól (2009)
- Plantage – zenei videó Under Byen-nek Jakub Dvorský-tól (2004)
- Na tu svatbu – zenei videó Kamil Jasmínnak Václav Blíntől (2002)
- Nusle – kisfilm (2001)
- Psyride – psytrance zenei videó (2001)
- Blanka Šperková – flash weboldal Jakub Dvorský-tól
- Podvědomím – flash weboldal Jakub Dvorský-tól
- Pantry – webes játék Jakub Dvorský-tól